# Бішон фрізе
Бішон фрізе (з фр. bichon à poil frisé, що означає «кучерява собака») — маленька порода собак типу бішон, відома своєю надзвичайною комунікабельністю.

## Етимологія

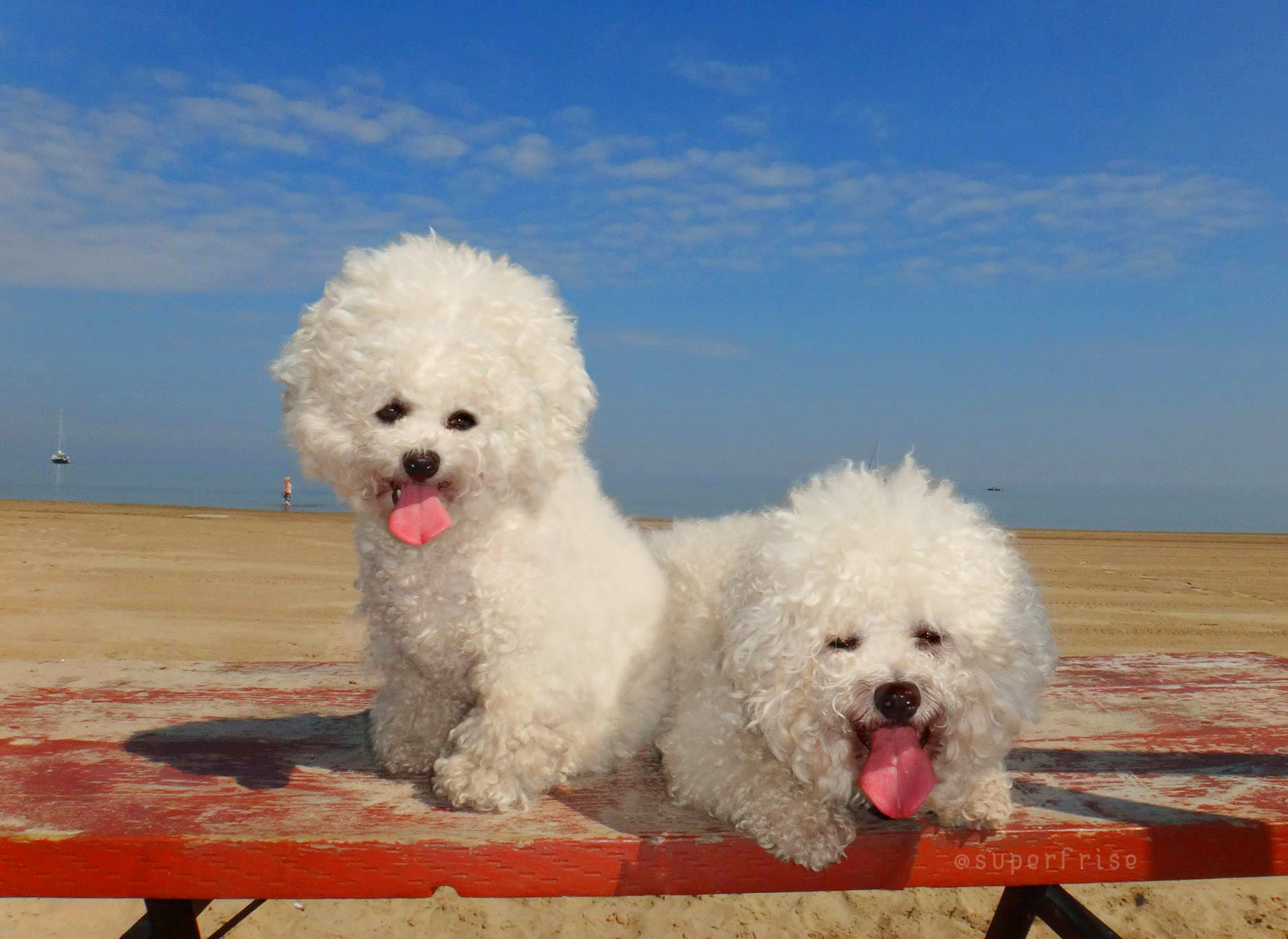
Бішон фрізе

Французьке слово bichon походить від середньофранцузького bichon («маленька собака»), зменшувальне від давньофранц. biche («самка», споріднене з англійським bitch), від староанглійського bicce, а також пов’язані з іншими германськими словами з таким самим значенням, включаючи давньоскандинавську bikkja, і німецький Betze. Деякі припускають походження bichon бути результатом аферезису, або скорочення, слова barbichon («маленький пудель»), похідне від barbiche ('кудлатий пес'); однак це, швидше за все, неможливо, оскільки слово bichon (засвідчено 1588 р.) старше за barbichon (засвідчена 1694 р.). Тоді як англійська назва породи, Bichon Frise, походить від французького bichon à poil frisé означає «кучерява маленька собака».

## Історія

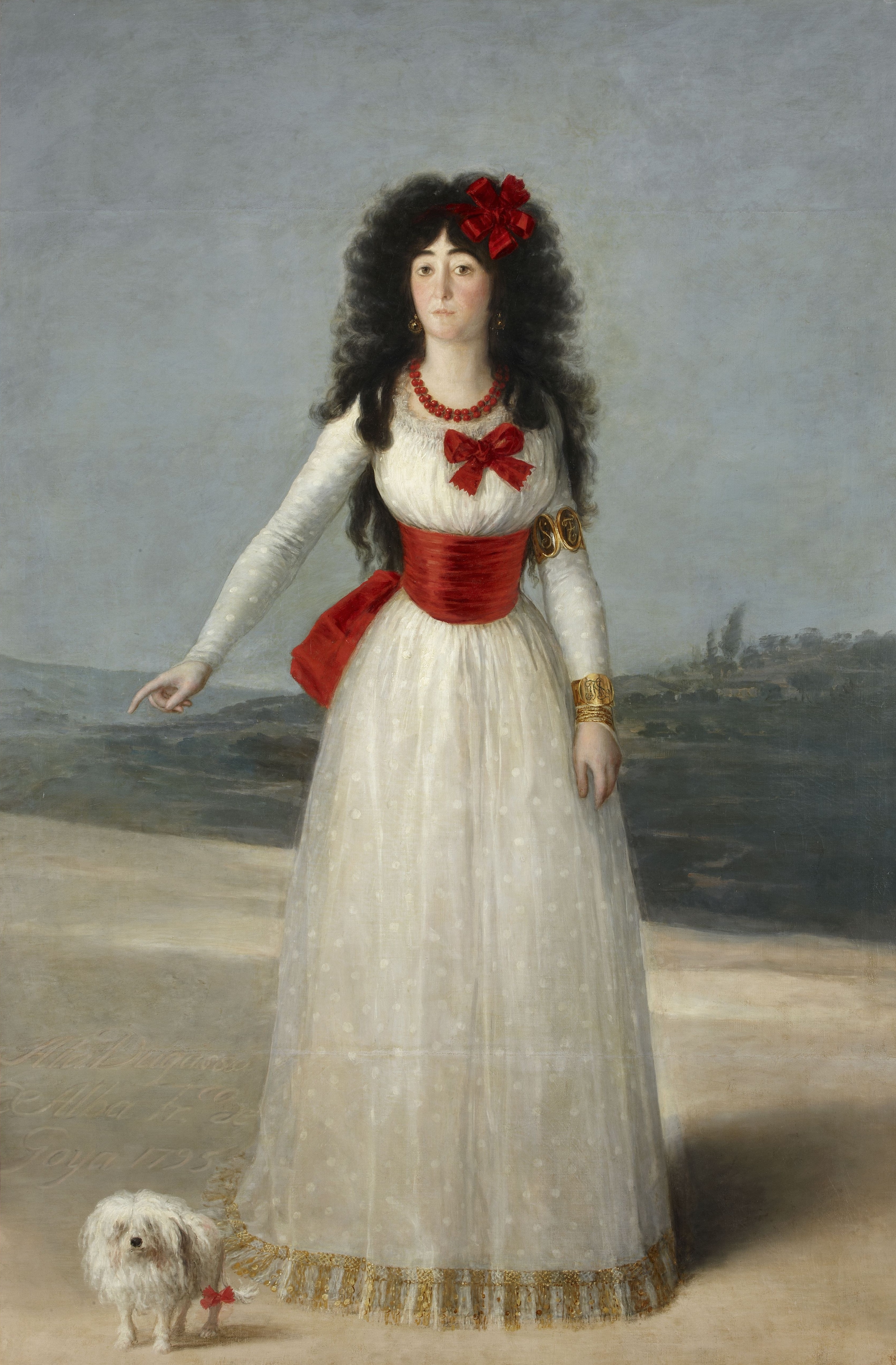
Герцогиня в білому, Франсіско де Гойя, 1795 рік. Зображенно герцогиню Альби та її бішона

Бішон фрізе часто сприймають як французьку собаку. Попри те, що породу бішон спочатку іспанці  використовували на вітрильниках, а також іноді як пастуших собак. Вважається, що іспанські моряки знайшли ранню породу на Тенеріфе на Канарських островах. Собаки  були привезено в 13 столітті до Західної Європи, потрапивши до королівських дворів Іспанії, Італії та Франції.  Французи розвинули їх у ніжну різновид болонки. Тип Бішона виник від водяних собак і походить від собак типу пуделя  або одного з класу водних спанієлів
Через свою веселу вдачу предки бішонів багато подорожували та часто використовувалися для обміну італійськими моряками, коли вони переміщалися з континенту на континент.
Бішон фрізе мал успіх у Франції в епоху Відродження за Франциска I (1515–1547), але його популярність зросла при дворі Генріха III (1574–1589), коли він став популярним серед французької знаті як компаньйон у дворі. Протягом 17-го та 18-го століть його  можна було знайти в усіх салонах Франції в компанії дам і лордів королівства. Мадам де Помпадур, зокрема, мала декілька.
До початку 20-го століття  Бішон фрізе залишався супутником аристократії.  5 березня 1933 року офіційний стандарт породи був прийнятий Центральним кінологічним товариством та  національним кінологічним клубом Франції. 18 жовтня 1934 року Бішон фрізе було занесено до племінної книги  кінологічного клуба Франції.
Бішон фрізе був привезений до Сполучених Штатів у 1955 році
1 вересня 1971 року бішон фрізе отримав право на участь у класі Miscellaneous Американського кінологічного клубу. У жовтні 1972 року порода була допущена до реєстрації в племінній книзі Американського кінологічного клубу. 4 квітня 1973 року порода отримала право виставлятися в неспортивній групі на виставках AKC. У США у 2013 році бішон фрізе був визнаний 40-ю найпопулярнішою породою за даними Американського кінологічного клубу.
Бішон фрізе був завезений в Австралію в 1970-х роках і з моменту своєї появи виявився успішним як виставковий собака, так і собака-компаньйон. У 1973 році до Сполученого Королівства двоє американських заводчиків емігрували з двома бішонами фрізе, які мали виводок із п’яти цуценят, запровадивши цю породу в країну.

## Опис

### Зовнішній вигляд
Бішон фрізе — маленька собака, яка важить приблизно 6-11 кг і має висоту в холці 23-30 см. Бувають собаки й трохи більші. Череп злегка закруглений, а морда не загострена. Хвіст  довгий і кучерявий і його носять на спині. Має чорний ніс і темні круглі очі; його біле волосся складається з кучерявої, густої шерсті. Має невелику линьку (у цьому відношенні дуже схоже на пуделя). Навколо  вух, морди, лап або тіла можна помітити невелику кількість червоного, кремового або абрикосового кольору, вони не перевищують 10% тіла. Стандартний колір шерсті FCI/AKC чисто білий; інші кольори, такі як абрикосовий або сірий і коричневий, не розпізнаються. На виставковий ринг допускають тільки білих собак. Голова і ноги пропорційні розміру до тіла, а вуха і хвіст природні (не купіровані і не куповані).

### Темперамент
Американський кінологічний клуб називає бішон фрізе «веселим» і «допитливим», а стандарт породи вимагає «м’якої вихованості, чутливості, грайливості та ласкавості». Собаки, як правило, дуже розумні, комунікабельні.  Якщо вони пов’язані з певною територією та заохочуються власниками, вони можуть стати дуже територіальними.

### Тривалість життя

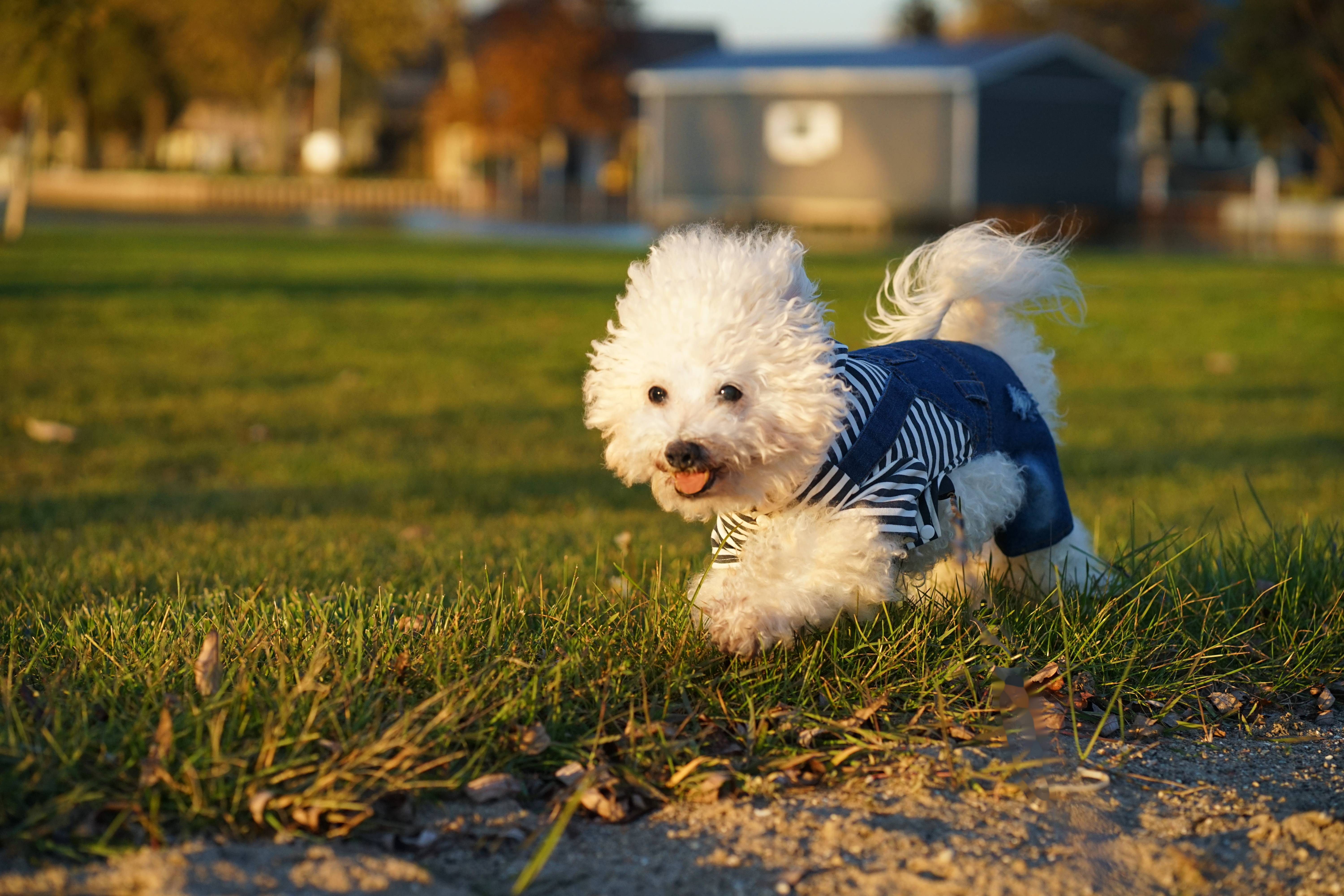
Шістнадцятирічний Бішон Фрізе "Небо"

Середня тривалість життя бішон фрізе у Великій Британії, США та Канаді становить близько 12–15 років.
Найстаріший бішон фрізе, щодо якого є достовірні записи помер у 21 рік в Північній Америці. В 2013 році в Лондоні, Велика Британія,  бішон фрізе Бембі мав вік 20 років та був найстаршим у світі.
Згідно з опитуванням Кінологічного клубу Великої Британії у 2004 році, основними причинами смерті бішон фрізе були старість (23,5%) і рак (21%). Згідно з опитуванням заводчиків у США та Канаді у 2007 році, основними причинами смерті були рак (22%), невідомі причини (14%), гематологічні захворювання (11%) і старість (10%).  Хоча рак є більш поширеною причиною смерті, ніж АІГА та ІТП,  бішон фрізе, які померли від раку, померли в середньому у віці 12,5 років. Гематологічні смерті відбулися у Великій Британії  - 3%, а в  США/Канади -11%.

### Здоров'я

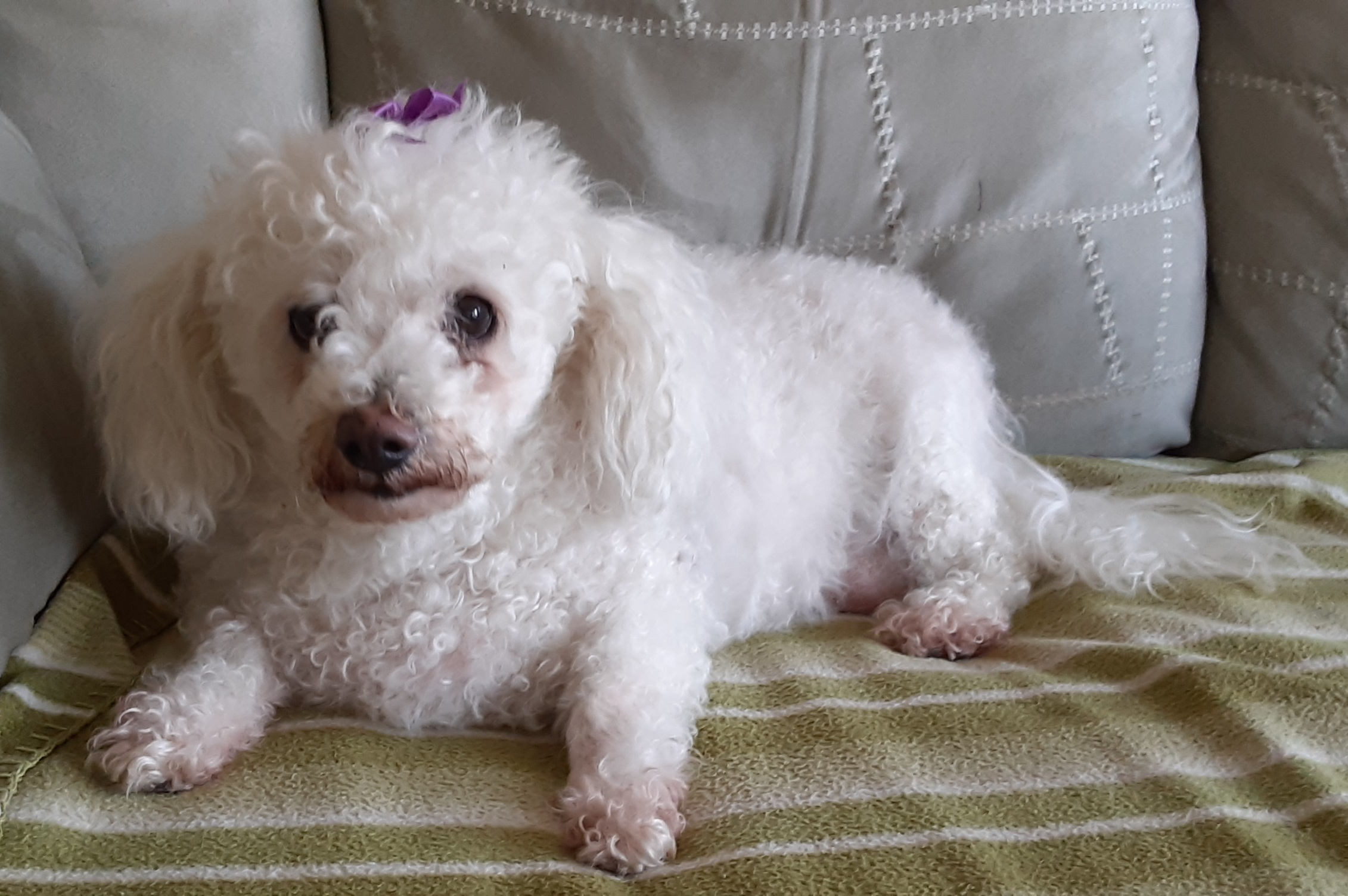
Bichon Frisé у віці 14 років, можна побачити зі слідами жування та укусів на ногах.

Бішон фрізе є відносно здоровою породою. У них може бути катаракта, діабет або алергія, що може призвести до шкірних захворювань і викликати свербіж, що призводить до подряпин. Інші стани здоров’я, які можна побачити у Бішон фрізе, це вивих надколінка, захворювання серця та печінки.
Для заводчиків бішон фрізе Ортопедична фундація тварин (OFA) рекомендує перевірку на такі стани здоров’я, щоб отримати сертифікат CHIC: дисплазія стегна, вивих надколінка, здоров’я очей, серцева оцінка та легг-Кальвес-Пертес.
Bichons Frisés вважаються гіпоалергенними, оскільки вони не легко линяють (линяють) і, отже, зазвичай підходять людям з алергією.

#### АГА та ІТП
Аутоімунна гемолітична анемія (АІГА) та імуноопосередкована тромбоцитопенія (ІТП) є причиною багатьох передчасних смертей бішон фрізе. Ці хвороби можуть вразити майже без попередження або вбити дуже швидко. У АІГА імунна система собаки атакує власні еритроцити, що призводить до важкої, небезпечної для життя анемії. Симптоми включають слабкість, втрату енергії, відсутність апетиту, блювоту, діарею, прискорене серцебиття, прискорене дихання, темну сечу та бліді або жовті ясна.
ІТП часто супроводжує АІГА. При ІТП руйнуються тромбоцити (які викликають згортання крові). Найбільш частими клінічними ознаками є крововиливи шкіри та слизових оболонок. Повідомляється про смертність від 20% до 80%.

## Догляд
Головною складністю є догляд за шерстю. Бішонів потрібно регулярно купати, стригти та тримінгувати (видаляти відмерлу шерсть вручну). Бішони мають м’яке, щільне підшерстя та грубу верхню шерсть, яка віддалена від тіла, що надає їм характерну білу пухову зачіску. Кучерява подвійна шерсть  бішон фрізе потребувати великого догляду.  Собак обов'язково треба щоденно розчісувати, щоб запобігти сплутуванню шерсті. Також бішони потребують регулярної стрижки кігтів, чищення вух і догляду за зубами.

## Дивись також
- Іграшкові породи собак
- Стародавні породи собак

## Галерея

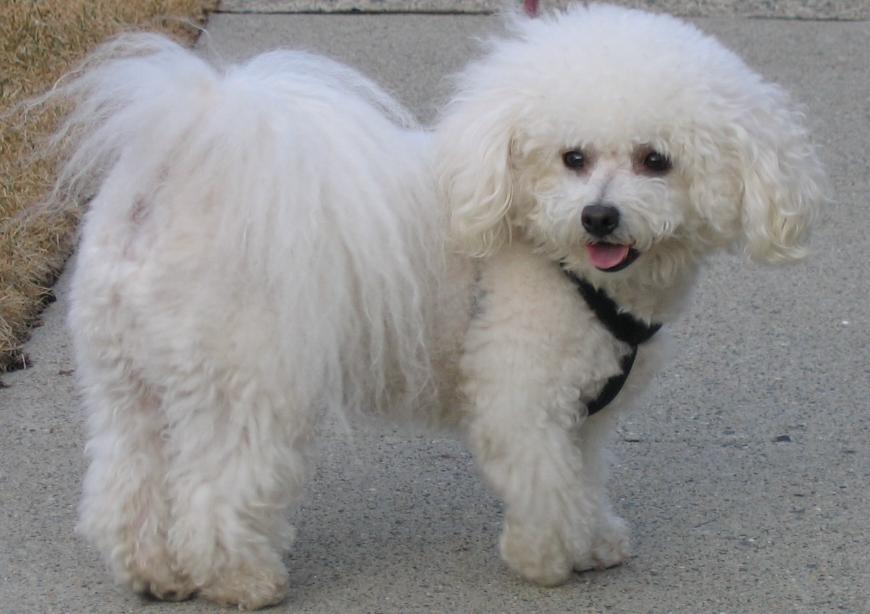
Бішон фрізе
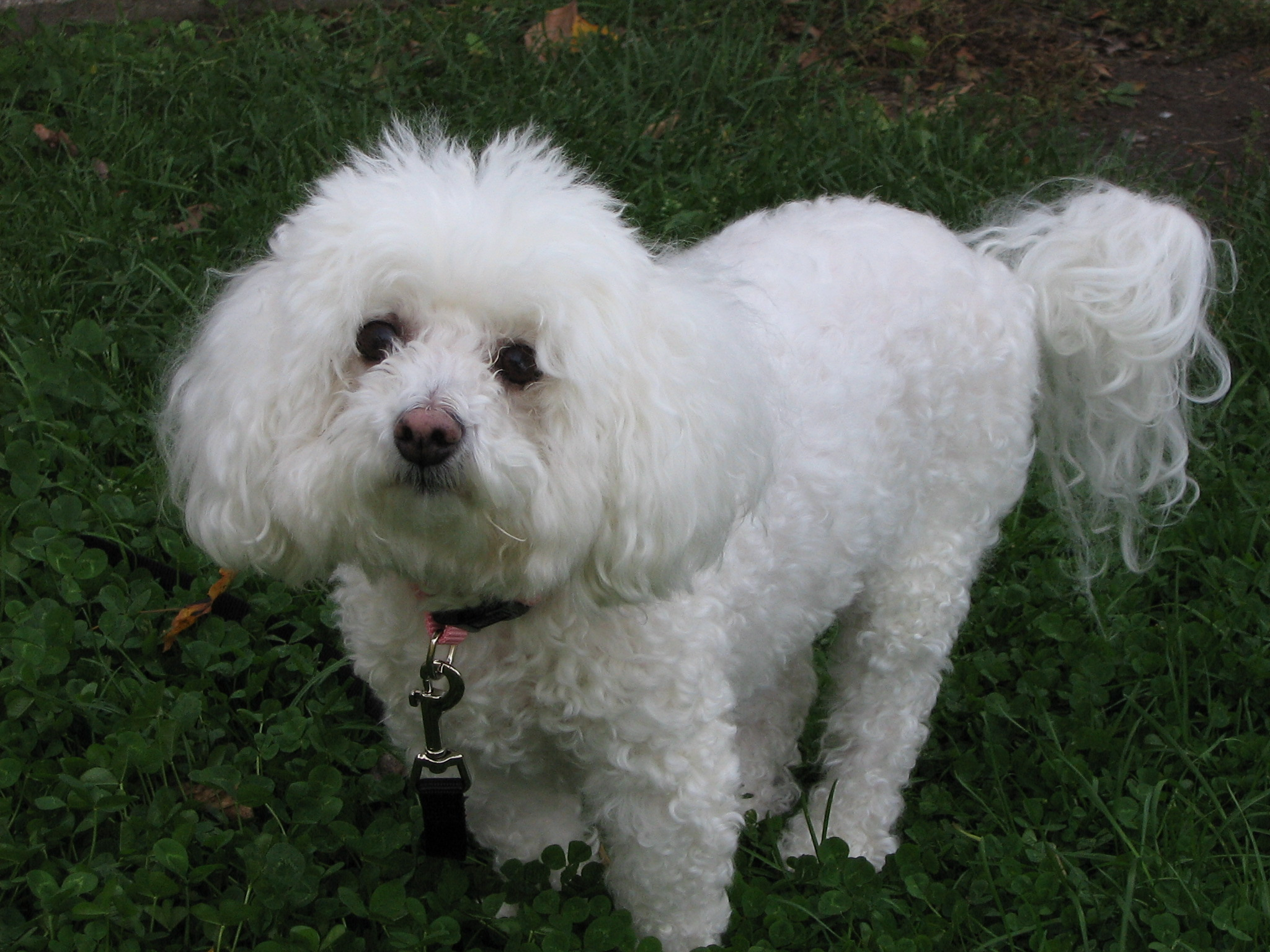
Бішон фрізе
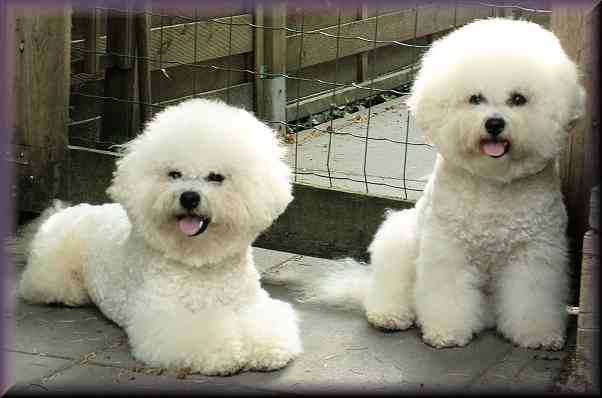
Два бішон фрізе